# U 889
U 889 war ein Typ IX C/40-U-Boot der ehemaligen deutschen Kriegsmarine im Zweiten Weltkrieg. Nach der deutschen Kapitulation wurde es am 13. Mai 1945 an die kanadische Marine übergeben.

## Einsatzstatistik

### Ausbildung
U 889 durchlief vom 4. August 1944 bis zum 14. März 1945 als Ausbildungsboot in der  Ostsee bei der 4. U-Flottille, einer in Stettin stationierten Ausbildungsflottille, die Schulung zum Frontboot. Ab dem 15. März 1945 unterstand es der 33. U-Flottille, einer in Flensburg stationierten Frontflottille, als Frontboot.

### Verlegung nach Norwegen
Unter seinem Kommandanten, Kapitänleutnant Friedrich Braeucker (1919–2010), lief es am 26. März 1945 von Kiel aus und verlegte nach Horten in Norwegen. Dort lief es am 30. März ein und führte anschließend im Oslofjord Schnorchelübungen durch.

### 1. Feindfahrt
Am 2. April 1945 lief es von Horten zu seiner ersten und einzigen Feindfahrt aus. Nach Ergänzungen in Kristiansand operierte es im Nordatlantik, vor der Ostküste Kanadas und bei Neufundland. Gegnerische Schiffe wurden weder versenkt noch beschädigt. Nach 41 Seetagen kapitulierte es am 13. Mai 1945 im kanadischen Hafen von Shelburne (Nova Scotia) nahe Halifax.

## Ausrüstung

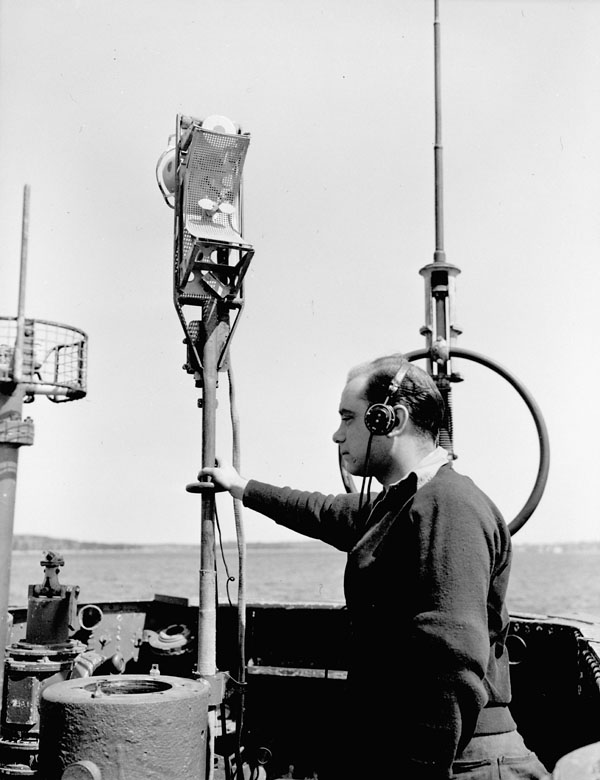
Kanadischer Matrose inspiziert die Antennen der FuMB von U 889

### Flak
Zur Abwehr feindlicher Flugzeuge verfügte U 889 über eine der modernsten Flugabwehrkanonen (Flak) der Wehrmacht, nämlich den 3,7-cm-Flak-Zwilling 43, hier mit zwei nebeneinander (und nicht übereinander) liegenden Rohren. Außerdem war es mit zwei 2-cm-Flak C/38 ausgerüstet, ebenso jeweils Zwillingsgeschütze.

### Funk
Ein wichtiger Teil der Ausrüstung waren die damals hochmodernen und ebenso geheimen Funkmessbeobachtungsgeräte (FuMB), worunter man auf Deutsch damals auch Radarwarngeräte verstand. Dazu gehörte bei U 889 das FuMB 1 (Metox), das FuMB 7 (Naxos) und das FuMB 26 (Tunis). Auf dem Foto (Bild) erkennt man links am Bildrand die Bali-Antenne des Metox. In der Mitte, oben auf dem Antennenmast, den der Matrose mit der rechten Hand dreht, dem Betrachter zugewandt, die „Fliege“-Antenne des Naxos. Markant daran ist der zwei Rosenblättern ähnelnde Dipol (Schmetterlingsantenne) im Zentrum des durch ein Drahtgeflecht gebildeten Parabolreflektors. Dahinter, ganz oben auf dem Mast, befindet sich die kreisrunde Hornantenne für das Tunis. Rechts ist eine weitere kreisrunde Antenne zu sehen, und zwar die Rahmenantenne für den UKW-Empfang.